# Kinde
Kinde es una villa ubicada en el condado de Huron, Míchigan, Estados Unidos. Tiene una población estimada, a mediados de 2021, de 438 habitantes.
Está situada en el límite entre el municipio de Dwight y el municipio de Lincoln. Aproximadamente la mitad de la superficie de la villa se encuentra en cada uno de los municipios. Una pequeña parte, además, se encuentra en el municipio de Meade.

## Geografía
La localidad está ubicada en las coordenadas 43°56′29″N 82°59′48″O / 43.94139, -82.99667. Según la Oficina del Censo de los Estados Unidos, Kinde tiene una superficie total de 3.09 km², de la cual 3.05 km² corresponden a tierra firme y 0.04 km² son agua.

## Demografía
Según el censo de 2020, en ese momento había 421 personas residiendo en Kinde. La densidad de población era de 145,72 hab./km². El 97.62% de los habitantes eran blancos y el 2.38% eran de una mezcla de razas. No había hispanos o latinos viviendo en la localidad.